# Jason David Frank
Jason David Frank (Covina, 4 settembre 1973 – Houston, 19 novembre 2022) è stato un attore e artista marziale statunitense.
È conosciuto soprattutto per aver interpretato il ruolo di Tommy Oliver nella serie televisiva Power Rangers e nei suoi seguiti.

## Biografia
Il personaggio di Tommy Oliver, che inizialmente sarebbe dovuto apparire solo in pochi episodi, ebbe così tanto successo che gli autori decisero di farlo rimanere non solo nella prima serie e per tutte le tre stagioni che la compongono, ma anche nelle successive stagioni, Power Rangers Zeo e Power Rangers Turbo. Nel 2002 ha rivestito nuovamente i panni di Tommy nell'episodio speciale Forever Red nella serie Power Rangers Wild Force e in seguito è tornato tra i personaggi principali in Power Rangers Dino Thunder, in Power Rangers Super Megaforce e Power Rangers Super Ninja Steel rispettivamente negli episodi Una battaglia leggendaria (nel ruolo di Mighty Morphin Green Ranger) e Dimensioni in pericolo (nel ruolo di Black Dino Thunder Ranger), il che fa di lui il personaggio più longevo di tutta la serie.
La vera vocazione di Jason sono tuttavia le arti marziali: ha infatti cominciato ad interessarsene all'età di soli quattro anni, quando mise piede per la prima volta in una scuola di karate chiamata "Red Dragon Karate School". A dodici anni già insegnava ad altri ragazzi e all'età di diciotto lui e un suo amico decisero di comprare la scuola. È inoltre il fondatore di una nuova arte marziale, il Toso Kune Do.
Nel 2010 ha praticato arti marziali miste sia come dilettante, con un record di tre vittorie e zero sconfitte, sia come professionista, con l'unico incontro disputato vinto per sottomissione in meno di un minuto contro Jose Roberto Vasquez. Successivamente sono state insistenti le voci che lo avrebbero visto come primo avversario nelle MMA dell'ex wrestler professionista Phil "CM Punk" Brooks, ma alla fine la UFC ha optato per Mickey Gall.
Si sposò due volte: una con Shawna Frank, da cui ha divorziato l'11 aprile 2001 dopo avergli dato due figli; il secondo matrimonio risale al 17 maggio 2003, con Tammie Frank, che gli ha dato una terza figlia. Nel mese di agosto 2022 Tammie Frank ha chiesto il divorzio in seguito ad alcuni presunti flirt extraconiugali avuti dal marito, il quale entrò in un periodo di depressione.
Jason David Frank si è tolto la vita il 19 novembre 2022, come riferito dal suo agente Justine Hunt; aveva 49 anni. Dopo i funerali, ha ricevuto sepoltura nel Forest Lawn Memorial Park di Covina, California.

## Filmografia

### Film
- Power Rangers - Il film (1995)
- Turbo Power Rangers - Il film (1997)
- The Junior Defenders, regia di David DeCoteau (2007)
- The One Warrior, regia di Tom Stout (2011)
- Nerd Love, regia di Keith Brooks&Trevor Garner (2014)
- Omniboat: A Fast Boat Fantasia, regia di Daniel Kwan  (2020)

### Televisione
- VR Troopers – Pilota, Serie TV (1994)
- Power Rangers (Mighty Morphin Power Rangers) – serie TV  122 episodi (1993-1996)
- 8 sotto un tetto – serie TV  1 episodio (1996)
- Sweet Valley High – serie TV  4 episodio (1996)
- Power Rangers Zeo –  serie TV  50 episodi (1996)
- Power Rangers Turbo –  serie TV  19 episodi (1997)
- Meego –  serie TV  1 episodio (1997)
- Undressed –  serie TV  2 episodi (2000)
- Power Rangers Wild Force –  serie TV  1 episodio (2002)
- The Residents of Washington Heights –  serie TV   (2002)
- Power Rangers Dino Thunder –  serie TV  38 episodi (2004)
- Power Rangers Megaforce –  serie TV  1 episodio (2014)
- Power Rangers HyperForce –  serie TV  2 episodi (2018)

## Doppiatori italiani
- Gabriele Calindri in Power Rangers, Power Rangers - Il film, Power Rangers Zeo, Turbo Power Rangers - Il film
- Simone D'Andrea in Power Rangers Turbo
- Christian Iansante in "Power Rangers Wild Force"
- Roberto Certomà in Power Rangers Dino Thunder
- Fabio Boccanera in Sweet Valley High
- Matteo Brusamonti in Power Rangers - Una volta e per sempre